# Tetiana Petluk
Tetiana Petluk, ukr. Тетяна Петлюк (ur. 22 lutego 1982 w Kijowie) – ukraińska lekkoatletka specjalizująca się w biegu na 800 metrów.
W kwietniu 2013 roku została zdyskwalifikowana w wyniku nieprawidłowości jakie wykryto w jej paszporcie biologicznym. Dyskwalifikacja obowiązywała do 17 lutego 2015 roku.

## Rekordy życiowe
- bieg na 800 m – 1:57,34 (2006)
- bieg na 600 m (hala) – 1:26,87 (2009)
- bieg na 800 m (hala) – 1:58,67 (2007)
- bieg na 1000 m (hala) – 2:34,76 (2007)

## Osiągnięcia
| Rok  | Zawody                                | Miejsce                     | Pozycja |
| ---- | ------------------------------------- | --------------------------- | ------- |
| 1999 | Mistrzostwa Świata juniorów młodszych | Bydgoszcz, Polska           | 2       |
| 2000 | Mistrzostwa Świata juniorów           | Santiago, Chile             | 6       |
| 2006 | Mistrzostwa Europy                    | Göteborg, Szwecja           | 4       |
| 2006 | Światowy Finał IAAF                   | Stuttgart, Niemcy           | 6       |
| 2007 | Halowe Mistrzostwa Europy             | Birmingham, Wielka Brytania | 2       |
| 2008 | Halowe Mistrzostwa Świata             | Walencja, Hiszpania         | 2       |